# CD300LF
CD300LF (англ. CD300 molecule like family member f) – білок, який кодується однойменним геном, розташованим у людей на короткому плечі 17-ї хромосоми. Довжина поліпептидного ланцюга білка становить 290 амінокислот, а молекулярна маса — 32 335.
| 10         |  | 20         |  | 30         |  | 40         |  | 50         |
| ---------- |  | ---------- |  | ---------- |  | ---------- |  | ---------- |
| MPLLTLYLLL |  | FWLSGYSIVT |  | QITGPTTVNG |  | LERGSLTVQC |  | VYRSGWETYL |
| KWWCRGAIWR |  | DCKILVKTSG |  | SEQEVKRDRV |  | SIKDNQKNRT |  | FTVTMEDLMK |
| TDADTYWCGI |  | EKTGNDLGVT |  | VQVTIDPAPV |  | TQEETSSSPT |  | LTGHHLDNRH |
| KLLKLSVLLP |  | LIFTILLLLL |  | VAASLLAWRM |  | MKYQQKAAGM |  | SPEQVLQPLE |
| GDLCYADLTL |  | QLAGTSPQKA |  | TTKLSSAQVD |  | QVEVEYVTMA |  | SLPKEDISYA |
| SLTLGAEDQE |  | PTYCNMGHLS |  | SHLPGRGPEE |  | PTEYSTISRP |  |            |

A: Аланін

C: Цистеїн

D: Аспарагінова кислота

E: Глутамінова кислота

F: Фенілаланін

G: Гліцин

H: Гістидин

I: Ізолейцин

K: Лізин

L: Лейцин

M: Метіонін

N: Аспарагін

P: Пролін

Q: Глутамін

R: Аргінін

S: Серин

T: Треонін

V: Валін

W: Триптофан

Кодований геном білок за функціями належить до рецепторів, фосфопротеїнів. 
Задіяний у таких біологічних процесах, як імунітет, альтернативний сплайсинг. 
Білок має сайт для зв'язування з ліпідами. 
Локалізований у клітинній мембрані, мембрані.